# Høstfolkskrigen
Høstfolkskrigen (catalansk: Guerra dels segadors) var et oprør i Catalonien mod Spanien mellem 1640 og 1652. Den var en følge af Spaniens centralisering af politik og økonomi i begyndelsen af 1600-tallet og blev udløst ved, at Kastilien under 30-årskrigen udstationerede tropper i Catalonien. Under det catalanske oprør virkede Frankrig tidvis som allieret med de oprørske catalonere.
Under krigen blev udråbt en catalansk republik i den da selvstyrende spanske region Catalonien. Ved oprørets begyndelse i 1640 indtraf samtidig et oprør i det da spansk kontrollerede Portugal. De samtidige oprør mod spansk styre i to modsat beliggende områder på den iberiske halvø samt konflikten med Frankrig indebar, at det portugisiske oprør lykkedes, og at Portugal efter 60 år som del af Spanien kunne genetablere sin status som selvstændigt land.
I 1652, fire år efter 30-årskrigens afslutning, kunne den kastilianske centralmagt i Spanien genvinde kontrollen over Catalonien. Den vigtigste følge af krigen var, at den spanske (og nordcatalanske) provins Roussillon blev afstået til Frankrig, som allerede i begyndelsen af krigen havde taget kontrol over dette grænseområde.

## Historie

### Baggrund
Under Ferdinand den katolske blev Catalonien – da en selvstyrende del under den aragonske krone – sammenlagt med det øvrige spanske rige. Man beholdt imidlertid sin oprindelige, frie forfatning og sina egne rigsstænder – Les Corts Catalanes. Til gengæld var man længe udelukket fra handel med og udnyttelse af de nyoprettede kolonier i spansk Amerika, hvilket førte til en langvarig økonomisk stagnation for regionen.

### Krigens forløb
Under 30-årskrigen udbrød en konflikt mellem Spanien og Catalonien. Dette var en følge af, at spanske tropper var udstationerede i Catalonien under krigen mellem Spanien og Frankrig, en krig som var blevet startet i 1635. Konflikten i Catalonien udbrød for alvor under ”Kristi krops og blods højtid” i maj 1640 Den fandt sted mellem 1640 og 1652 og blev kaldt Høstfolkskrigen (catalansk: Guerra dels segadors;), efter som de catalanske tropper hovedsagelig bestod af bønder, og revolten blev startet af utilfredse landarbejdere. Det var utilfredsheden med centralmagtens krigspolitik og centraliseringsforsøg, som var anledningen til konflikten.
Spaniens "catalanske konflikt" fra 1640 var en af årsagerne til, at Portugals revolte i den anden ende af halvøen blev udløst. Anledningen til det portugisiske oprør var modvilje imod at gribe til våben til fordel for Spanien i krigen mod udbryderne i Catalonien. De samtidige oprør i vest og øst blev for meget for den spanska centralmagt, og Portugal kunne allerede samme år genvinde sin nationale selvstændighet efter 60 år i en ulykkelig union med Spanien.
Den catalanske nationalisme, som havde været relativt svag inden konflikten, voksede gennem krigens markeringer af forskellene mellem regionen og Spanien. Denne nationalistiske følelse skulle senere vise sig i form af nye oprør i 1688 og fra 1705.
En catalansk republik blev udråbt i Barcelona under beskyttelse af den franske konge Ludvig XIII, som af catalanerne blev hyldet som greve Louís I af Barcelona. Kongen havde lovet at bistå de catalanske bønder med franske tropper. I praksis blev de oprørske catalanere en brik i spillet om regional kontrol mellem Spanien og Frankrig.
Spaniens reaktion blev at sende 26.000 mand under ledelse af Pedro Fajardo for at knuse den catalanske revolte. Spanien generobrede en række byer, men den catalanske modstand blev blot endnu mere hårdnakket efter de henrettelser, som spanjolerne gennemførte i de erobrede områder. I slaget ved Montjuïc 1641 besejrede catalanerne den spanske hær.
Efter langvarige kampe, hvor skiftevis den spanske og de fransk-catalanske tropper oplevede fremgang, trak de franske tropper sin endegyldigt tilbage i forbindelse med den Westfalske fred i 1648. Nu fik Filip IV overtaget i kampen med de catalanske bønder. Skridt for skridt vandt spanjolerne terræn i Catalonien og gik til angreb på Barcelona. Efter tolv måneders belejring måtte Barcelona i 1652 give op.

### Følger
Freden efter krigen blev sluttet i forbindelse med den pyrenæiske fred i 1659. Spanien afstod den nordligaste del af regionen (i dag ofta kaldet Nordcatalonien) til Frankrig. Den nye franske provins fik navnet Roussillon. Dette var en af flere episoder i den franske ekspansionspolitik, som under og efter 1600-tallet indebar, at også det Tysk-romerske rige og stater i det nordlige Italien mistede territorier til Frankrig.
Bortset fra de afståede områder blev Spaniens overhøjhed over Catalonien bekræftet. Utilfredsheden med det spanske styre kom et halvt århundrede senere atter frem i forbindelse med den spanske arvefølgekrig, som endte med, at Spanien helt afskaffede regionens selvstyre og knyttede området endnu stærkere til centralmagten i Madrid.